# Thomas Chirault
Thomas Chirault (15 de setembro de 1997) é um arqueiro profissional francês.

## Carreira
Thomas Chirault conquistou sua primeira grande medalha internacional em 2017, ao conquistar a medalha de ouro por equipe durante a 4ª rodada da Copa do Mundo em Berlim. Mais tarde naquele mesmo ano, tornou-se vice-campeão mundial por equipes com Jean-Charles Valladont e Pierre Plihon. No Campeonato Europeu de Tiro com Arco de 2018 em Legnica, Polônia, ele ganhou a medalha de prata na prova de arco recurvo por equipes mistas. Chirault ganhou a medalha de ouro na prova de arco recurvo masculino por equipes no Campeonato Europeu de Tiro com Arco Indoor de 2022, realizado em Laško, Eslovênia.
Nos Jogos Olímpicos de Verão de 2024, conseguiu a medalha de prata na prova por equipes masculinas, ao lado de Valladont e Baptiste Addis. No exército, ele também atua como sargento.